# HIPPI

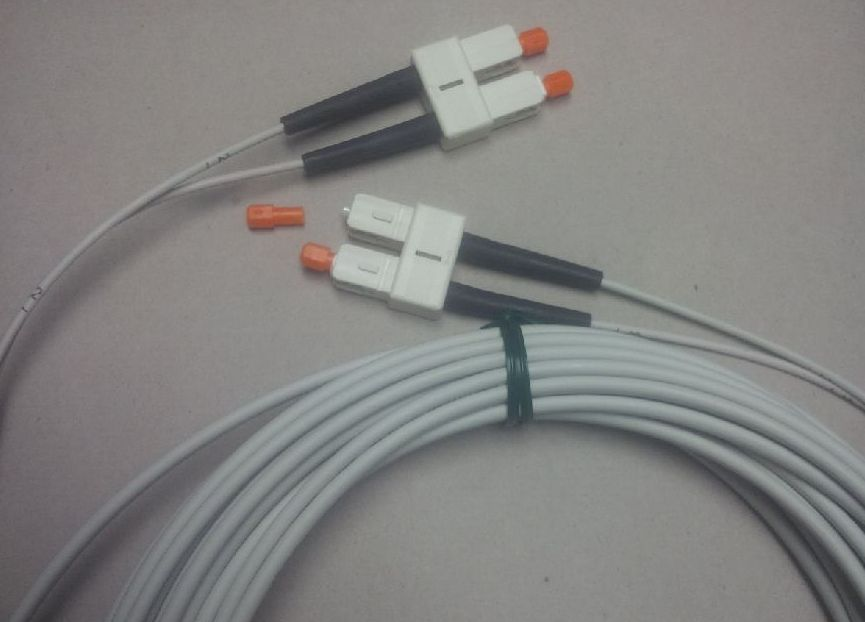
Послідовний оптичний кабель HIPPI

HIPPI (англ. High Performance Parallel Interface) — комп'ютерна шина типу «точка — точка», призначена в основному для з'єднання швидкісних носіїв даних (дискових приводів) з суперкомп'ютерами. Була популярна наприкінці 1980-х і у 1990-ті, але з часом поступилася ще більш швидкісним і розповсюдженішим інтерфейсам, як-от Fibre Channel і 10 Gigabit Ethernet.
Перший стандарт HIPPI визначав 50-провідний мідний кабель (вита пара) як фізичний носій, швидкість передачі становила 800 мегабіт за секунду (100 Мбайт/с), з максимальною довжиною кабелю 25 м. Новіший стандарт підвищив швидкість до 1600 Мбіт/с (200 Мбайт/с), за рахунок використання оптоволоконного послідовного кабелю з максимальною довжиною 10 км.
Станом на 2018 рік HIPPI майже не використовується. Диски з інтерфейсом Ultra3 SCSI мають пропускну здатність до 320 Мбайт/с, і є широкодоступними. Технологія Fibre Channel забезпечує швидкість до 400 Мбайт/с (оптоволокно), і може передавати дані за протоколами HIPPI і SCSI.

## GSN— HIPPI-6400
У 1999 році була здійснена спроба підняти швидкість передачі HIPPI, в результаті чого з'явився інтерфейс HIPPI-6400, пізніше перейменований на GSN (англ. Gigabyte System Network). Він не отримав широкого розповсюдження через високу ціну і наявність конкуруючих стандартів. GSN працює в повнодуплексному режимі зі швидкістю передавання 6400 Мбіт/с (800 Мбайт/с) у кожному напрямку; використовується паралельний інтерфейс. Максимальна довжина мідних кабелів GSN — 50 метрів, оптичних — до 1 км. GSN був розроблений у Лос-Аламоській національній лабораторії.